# کیلینگتون، کامبریا
کیلینگتون (به انگلیسی: Killington) یک روستا و محله مدنی در بریتانیا است که در South Lakeland واقع شده‌است. کیلینگتون ۲۶۱ نفر جمعیت دارد.